# Asparn an der Zaya
Asparn an der Zaya osztrák mezőváros Alsó-Ausztria Mistelbachi járásában. 2021 januárjában 1877 lakosa volt. 

## Elhelyezkedése

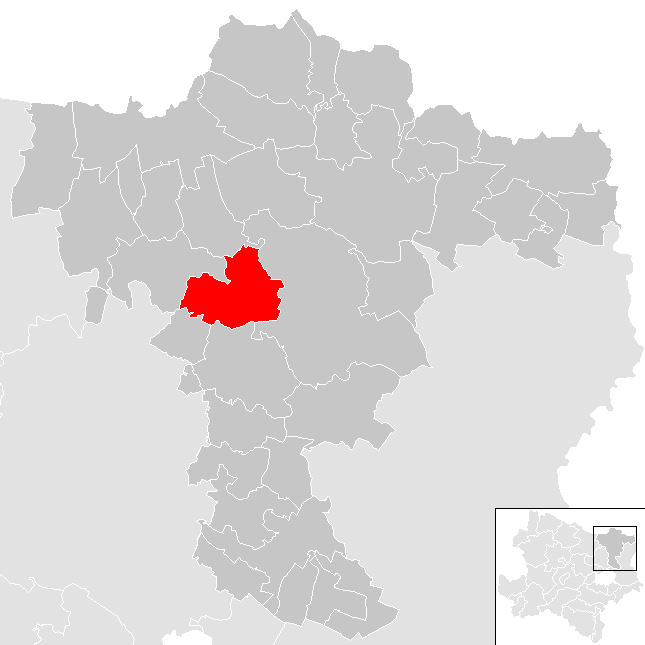
Asparn an der Zaya a Mistelbachi járásban

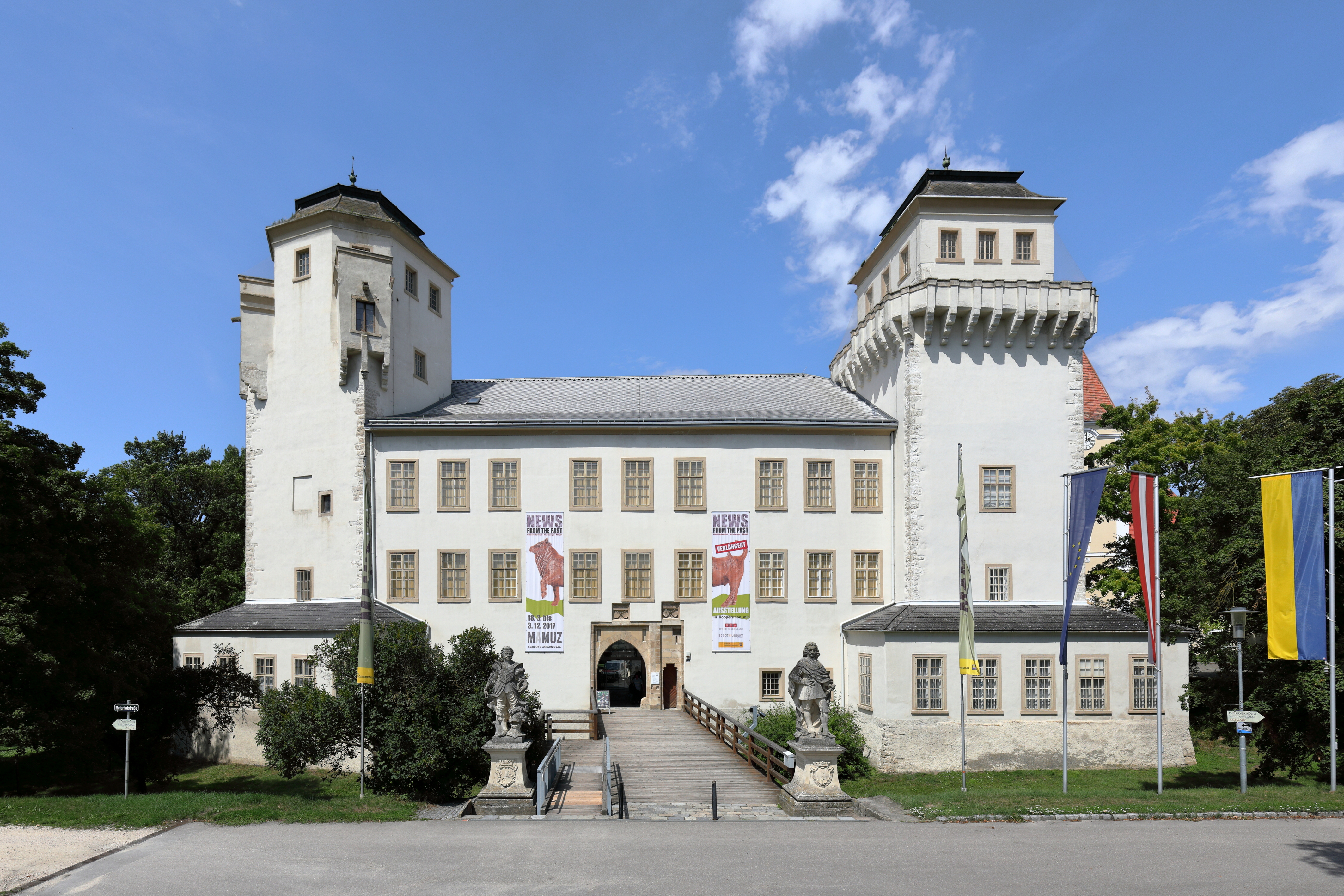
Az asparni kastély

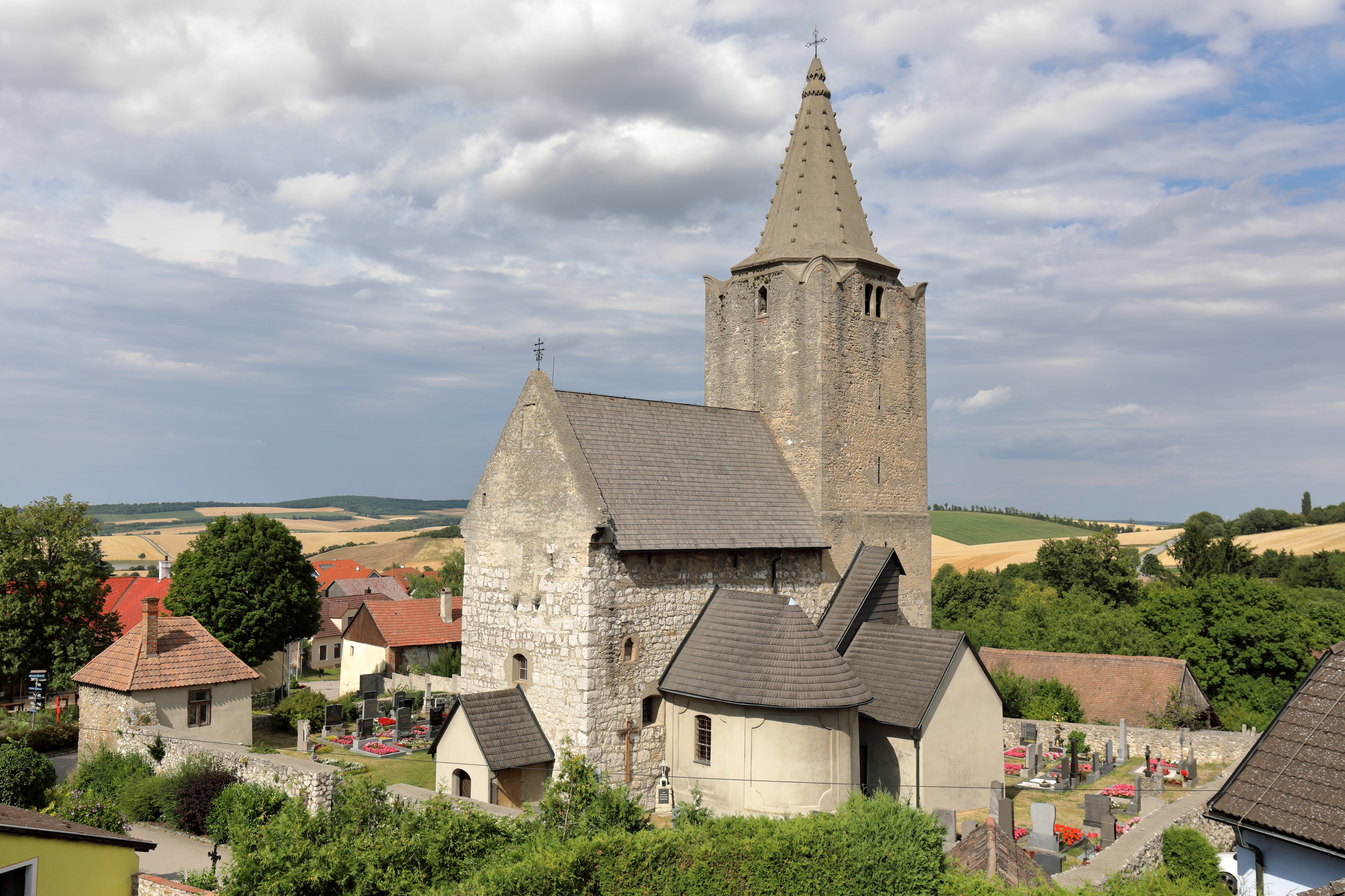
A michelstetteni Szt. Vitus-plébániatemplom

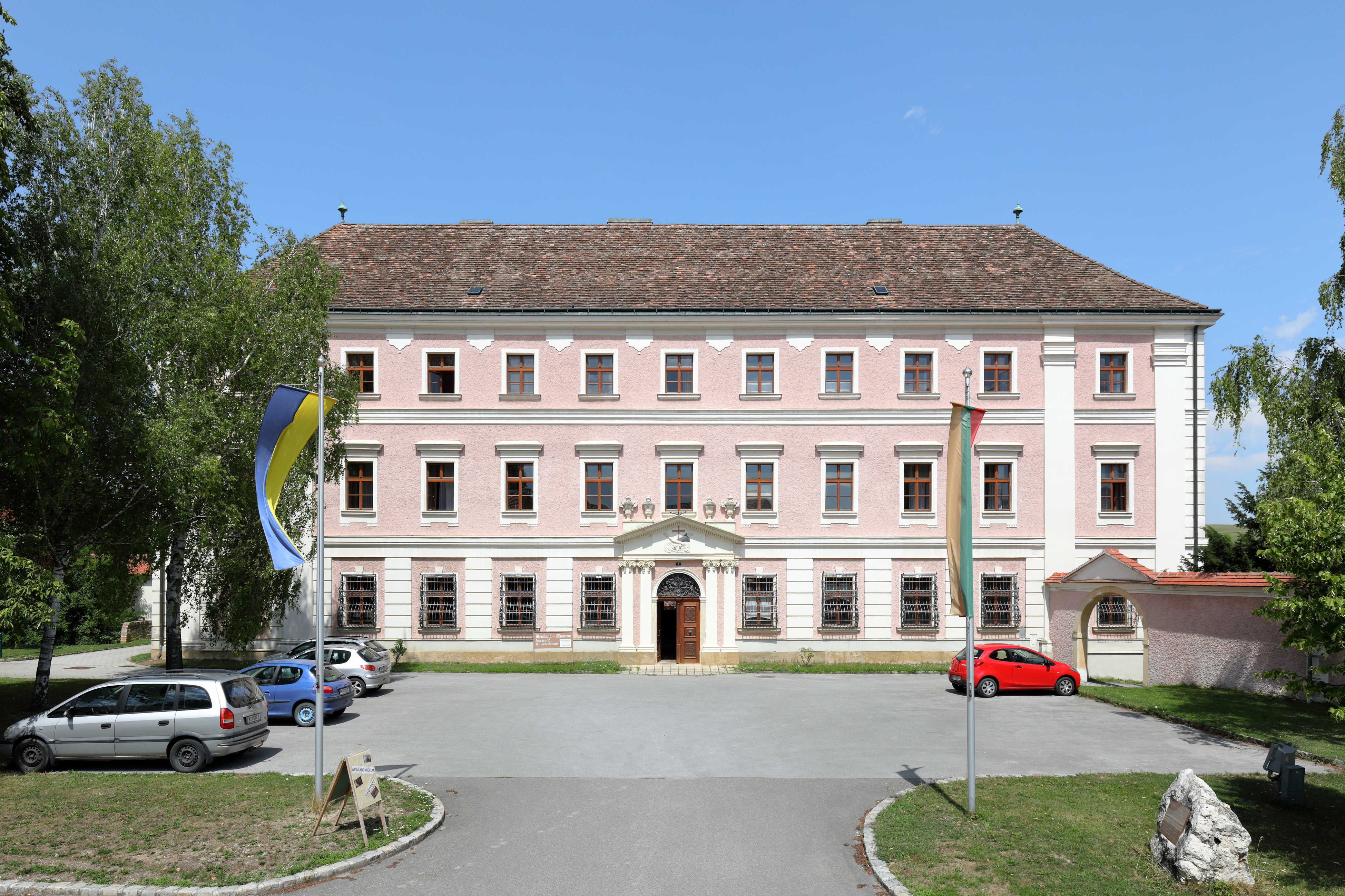
A bormúzeum (volt minorita kolostor)

Asparn an der Zaya a tartomány Weinviertel régiójában fekszik a Zaya (a Morva mellékfolyója) mentén, a Weinvierteli-dombságon. Területének 29,2%-a erdő, 61,8% áll mezőgazdasági művelés alatt. Az önkormányzat 5 települést, illetve településrészt egyesít: Altmanns (109 lakos 2021-ben), Asparn an der Zaya (1059), Michelstetten (228), Olgersdorf (239) és Schletz (242).
A környező önkormányzatok: északra Fallbach, keletre Mistelbach, délre Ladendorf, délnyugatra Niederleis, északnyugatra Gnadendorf.

## Története
A régészek Schletz mellett újkőkori (7 ezer éves) települést találtak, ahol egy tömegmészárlás utáni tömegsírban mintegy 200 agyonvert férfi, nő és gyerek maradványait tárták fel. 
Asparnt 1108-ban említik először. A 14. század körül mezővárosi kiváltságokat kapott, melyeknek köszönhetően városfalat építhetett, 1512-ben pedig címert adományoztak neki. A 13. században az Asparn nemzetség, később a Sunnbergek és a Wallseek voltak a birtokosai. 1610-ben Seyfried Christoph von Breuner gróf 145 ezer forintért megvásárolta az asparni uradalmat, kibővítette a kastélyt és minorita kolostort alapított. A települést 1645-ben a svédek, a 17. század végén a kurucok fosztották ki. 
A második világháború végén az Asparnért vívott harcokban 5 civil vesztette életét, 8 ház leégett, 6 hidat pedig felrobbantottak. A Vörös Hadsereg 1945. április 19-én foglalta el a mezővárost. Ezt követően Michelstettenben további összecsapásokra került sor, melyekben az épületek 70%-a elpusztult vagy súlyos károkat szenvedett. 
1972-ben az addig önálló Michelstetten és Olgersdorf községek csatlakoztak Asparn an der Zaya önkormányzatához.

## Lakosság
Az Asparn an der Zaya-i önkormányzat területén 2021 januárjában 1877 fő élt. A lakosságszám 1880-ben érte el a csúcspontját 2577 fővel, azóta csökkenő tendenciát mutatott, bár az utóbbi évtizedekben stabilizálódott. 2019-ben az ittlakók 94,9%-a volt osztrák állampolgár; a külföldiek közül 0,9% a régi (2004 előtti), 1,4% az új EU-tagállamokból érkezett. 2,5% az egykori Jugoszlávia (Szlovénia és Horvátország nélkül) vagy Törökország, 0,3% egyéb országok polgára volt. 2001-ben a lakosok 86,6%-a római katolikusnak, 1,9% evangélikusnak, 6,3% mohamedánnak, 4,6% pedig felekezeten kívülinek vallotta magát. Ugyanekkor 3 magyar élt a mezővárosban; a legnagyobb nemzetiségi csoportot a németek (92,1%) mellett a bosnyákok alkották 1,3%-kal. 
A népesség változása:

| 2016 | 1 815 |
| 2018 | 1 865 |

## Látnivalók
- az asparni kastély, benne őstörténeti múzeummal
- a Szt. Pongrác-plébániatemplom
- a michelstetteni Szt. Vitus-plébániatemplom
- a volt minorita kolostor (ma borászati múzeum)

## Fordítás
- Ez a szócikk részben vagy egészben  az   Asparn an der Zaya című német Wikipédia-szócikk ezen változatának fordításán alapul.  Az eredeti cikk szerkesztőit annak laptörténete sorolja fel. Ez a jelzés csupán a megfogalmazás eredetét és a szerzői jogokat jelzi, nem szolgál a cikkben szereplő információk forrásmegjelöléseként.